# Кредитный банк Уругвая
Кредитный банк Уругвая (исп. Banco de Crédito) — один из старейших и крупнейших банков в Уругвае, основанный в 1908 году. Имеет 29 филиалов и 600 сотрудников. Банк — третий по размеру капитала в стране.
Во время военно-гражданской диктатуры в стране был приобретен Мун Сон Мёном. Банк явился одной из самых больших инвестиций Движения объединения.
Банк испытал кризис кредитования в 2002 году. В 2004 году перешел под контроль государства вследствие банкротства.